# Gaudichaudia
Gaudichaudia es un género con 58 especies de plantas con flores  perteneciente a la familia Malpighiaceae. Es originario de Centroamérica. El género fue descrito por Carl Sigismund Kunth  y publicado en Nova Genera et Species Plantarum (quarto ed.)  5: 158, pl 445, en el año 1821.  La especie tipo es Gaudichaudia cynanchoides Kunth.

## Descripción
Son bejucos delgados o arbustos pequeños y rectos. Las hojas eglandulares, pero a menudo con un proceso marginal pequeño a cada lado cerca de la base de la lámina, con estípulas pequeñas, libres, triangulares, dispuestas sobre el tallo junto a la base del pecíolo. Flores de 2 tipos, casmógamas en umbelas o cleistógamas en agrupaciones axilares, subsésiles o cortamente pediceladas. Fruto partiéndose en 3 sámaras (flores casmógamas) o 2 sámaras (flores cleistógamas). 

## Especiesseleccionadas
- Gaudichaudia acuminata  	(Moc. & Sessé ex DC.) A.Juss.
- Gaudichaudia affinis Chodat
- Gaudichaudia albida Schltdl. & Cham.
- Gaudichaudia andersonii S.L.Jessup
- Gaudichaudia argentea 	Chodat	ahora Cordobia argentea
- Gaudichaudia arnottiana 	A. Juss.